# Sangas
Sangas es una localidad española del municipio de Soba, perteneciente a la comunidad autónoma de Cantabria.

## Geografía
La localidad se encuentra a 400 m s. n. m. y a 4,8 kilómetros de la capital municipal, Veguilla. El acceso se toma desde la carretera CA 256, (general) en la bifurcación hacia la carretera CA 663, con un recorrido de 2 kilómetros, a su paso  por su único barrio, San Bartolomé, a mitad de recorrido, a 300 m s. n. m., y donde comienza un desnivel ascendente hasta finalizar el acceso rodado.
Montes de sierras calvas, conocidas como el acebo y el avellano  y frondosos arbolados de hayas, en zonas como los trechuelos y ceradilla y otros poblados de robles como cutia, o de robles y encinas como el monte bocarrero.
Limita al norte con Santayana y Villar, con quienes limita también al este (santayana) y oeste (villar) ; al sur, con Merindad de montija (Burgos). Entre sus macizos más destacados se encuentra la Peña de los Mazos, y el Portillo de Ocejo por encima de los 1100m en su cima. Entre los ríos más caudalosos y destacados se encuentran el río Sopeña, el río Baulastras y el río De los Cerros (o Los Puentes) donde en la zona de puentes se puede practicar el barranquismo para nivel avanzado.

## Historia
De la India llegaron los primeros pobladores al valle de Soba, fundando el primer pueblo llamado Sangas, que proviene de ciudades indias (Sangia o Sangala) bautizando con el mismo nombre también al río que se conoce como Gándara.
Hacia mediados del siglo XIX, el lugar, ya por entonces perteneciente a Soba, tenía contabilizada una población de 77 habitantes. Aparece descrito en el decimotercer volumen del Diccionario geográfico-estadístico-histórico de España y sus posesiones de Ultramar de Pascual Madoz con las siguientes palabras:

SANGAS Y SAN BARTOLOMÉ: l. en la prov. y dióc. de Santander, part. jud. de Ramales, aud. terr. y c. g. de Búrgos, ayunt. del valle de Soba: sit. á la falda occidental de una cordillera de sierras que forma un barranco en aquella direccion; su clima es frio aunque sano. Tiene 15 casas distribuidas en los barrios de San Bartolomé y Sangas; una pequeña capilla, en que dice misa el párroco. Confina con Reoyos, Villar, Puerto del Acebo, y Santayana. El terreno es de mala calidad. prod.: trigo, maiz, algunas legumbres y pastos: cria ganados, y alguna caza. pobl.: 15 vec., 77 alm. contr.: con el ayuntamiento.
(Madoz, 1849, p. 733)

En 2023, la entidad singular de población tenía empadronados veintiocho habitantes y el núcleo de población, también veintiocho.

## Economía
Se practica la caza y la pesca (esta última, mientras estaba permitido). El sector predominante y motor económico de la localidad de Sangas es el primario de la mano de la ganadería en extensivo, para producción de carne. La producción de leche se extinguió allá por el año 2016, cuando hasta entonces fue el único modo de vida de todos y cada uno de sus vecinos. El sector industrial, tiene una escueta presencia a través de una quesería artesanal familiar y el sector servicios cuenta con un par de alojamientos rurales y transporte público, con parada en San Bartolomé. 

## Cultura
La festividad se celebra el 24 de agosto, patrono de San Bartolomé.